# Nostima duoseta
Nostima duoseta är en tvåvingeart som beskrevs av Cresson 1943. Nostima duoseta ingår i släktet Nostima och familjen vattenflugor. Inga underarter finns listade i Catalogue of Life.